# ژان پیر آندروون
 ژان-پیر آندروون (زاده ۱۹ سپتامبر ۱۹۳۷) نویسندهٔ داستان‌های علمی-تخیلی فرانسوی و همچنین نقاش و خواننده است. او از نام مستعار آلفونس بروچ برای رمان‌هایی که با برچسب Fleuve Noir منتشر می‌شوند، استفاده کرده‌است. او علاوه بر نویسندگی معمولی خود، سناریوهایی برای چندین هنرمند برجسته کمیک، از جمله ژرژ پیچارد و کازا نوشته‌است که در نتیجه مجموعه‌ای از آثار کمیک به دست آمده‌است. او همچنین تعدادی گلچین از داستان‌های علمی تخیلی فرانسوی را ویرایش کرده‌است.